# Água-Coco
Água-Coco é uma aldeia da Ilha de São Tomé de São Tomé e Príncipe.